# Христо Тороманов
Христо Панчов Тороманов е политически деец от град Копривщица, ляв земеделец по убеждение.
Научен на трудолюбие, Христо се препитава далече в гората, като въглищар с производство на дървени въглища. Като ляв земеделец е близък с членовете на комунистическата партия, но е и симпатизант на анархистите от четата на Нешо Тумангелов.
През 1941 г. в Средногорието се появяват партизански формирования и Христо Тороманов не пропуска да изяви симпатиите си към тях, в духа на единофронтовската си нагласа.
Когато след акцията на Партизанска бригада „Георги Бенковски“ на 24 март 1944 г. и последвалото краткотрайно превземане и управление на града от партизаните, Христо е арестуван от полицията заедно с Иван Кривиралчев, ятак и осведомител на бунтовниците. С тях в тъмницата са запряни и не малко други копривщенци. Отношението на полицаите към затворниците е безмилостно. На особено зверски инквизиции са подложени той и шестнадесет годишния ученик Иван Кривиралчев. По време на побоищата, на момчето неговите инквизитори режат езика му, като заявяват, че отрязаните части ще използват за мезе.
По време на тези събития двамата се държат мъжествено, героично и с достойнство посрещат мъченията, без да издадат, това което знаят. На 31 март палачите конвоират двамата на около седем километра от града в местността Голям поп, където ги ликвидират. Роднините им ги намират надупчени с ножове и посинели от удари с приклади тела. Земята наоколо била почервеняла от кръвта на жертвите.
Три месеца след трагичната смърт на Христо Тороманов му се ражда дъщеричка, която носи името на баща си – Христина.

## Признание
Паметник на Иван Кривиралчев и Христо Тороманов е направен в памет на двамата ятака на партизанския отряд „Георги Бенковски“. Намира се на малка могила на лобното им място в местността „Голям поп“, Ревова ливада – открита седловина западно от върха, на около 7 километра от града по пътя за хижа „Павел Делирадев“. Направен е от гранит с размери 120/90/30 см от копривщенския каменоделец Атанас Юруков, със средства на Найден Кривиралчев през 1954 г.